# Kazimierz Pomian-Sokołowski

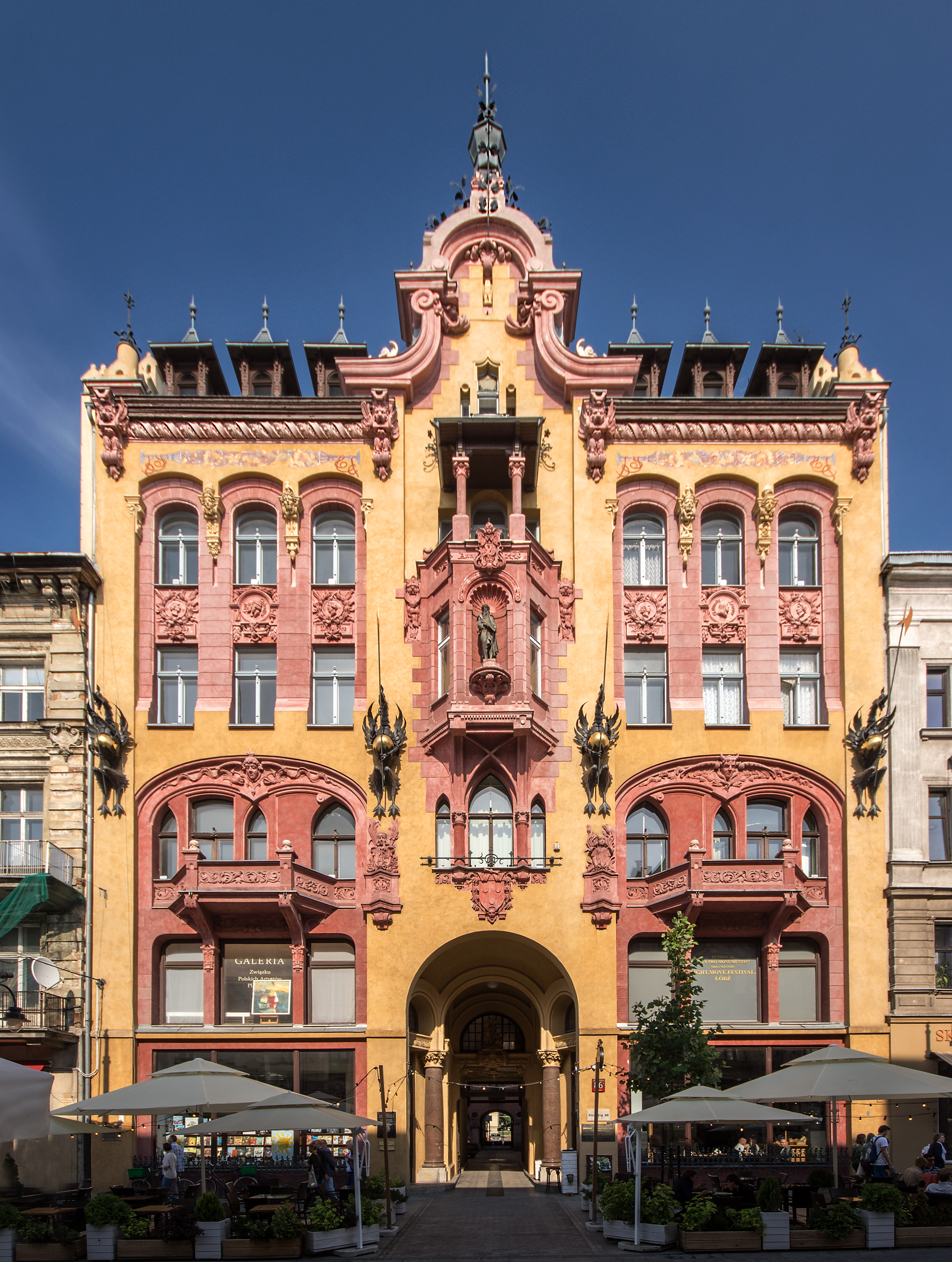
Kamienica pod Gutenbergiem w Łodzi (2017)

Kazimierz Pomian-Sokołowski, także Kazimierz Sokołowski (ur. 20 września lub 9 listopada 1854 w majątku Sadlno na Kujawach, zm. 21 grudnia 1909 w Łodzi) – polski architekt.

## Życiorys
Pomian-Sokołowski pochodził z majątku Sadlno na Kujawach, nieopodal Boguszyc, był synem Eustachego Sokołowskiego i Bronisławy z domu Marzyckiej, a jego żoną była Eleonora z domu Kinkiel. Wywodził się z rodu szlacheckiego Sokołowskich herbu Pomian. Był absolwentem gimnazjum w Kaliszu, następnie studiował w latach 1874–1875 na Wydziale Handlowym Politechniki w Rydze, a później w latach 1876–1884 na Wydziale Budowlanym, podczas studiów działając w stowarzyszeniu „Arkonia”. W latach 1885–1887 pracował jako architekt w Łodzi, następnie do 1890 w Lublinie, a od 1890 ponownie w Łodzi w zakładach Izraela Poznańskiego. W 1891 otworzył własne biuro przy ul. Dzikiej 31. Był zaangażowany w projektowanie architektury w stylu narodowym. Jego bliskim współpracownikiem był redaktor „Rozwoju” Wiktor Czajewski. Do 1909 sprawował nadzór nad budową bazyliki archikatedralnej św. Stanisława Kostki w Łodzi.
Pochowany w części rzymskokatolickiej Starego Cmentarza w Łodzi.

## Niektóre realizacje
- Kamienica pod Gutenbergiem (1896),
- Kamienica Edwarda Lungena (1896),
- Kościół Dobrego Pasterza w Łodzi (1906-1907),
- Kamienica Adolfa Gotfryda Krygiera przy ul. Piotrkowskiej 130 w Łodzi (1896)[7][8],
- Przebudowa Teatru „Victoria” przy ul. Piotrkowskiej 67,
- żelbetowe sklepienia w bazylice archikatedralnej św. Stanisława Kostki w Łodzi[4].
- Dom Ludowy przy ul. Przejazd 34 w Łodzi (1909)[1][9].